# Clossiana obscurata
Clossiana obscurata är en fjärilsart som beskrevs av Mclachlan 1878. Clossiana obscurata ingår i släktet Clossiana och familjen praktfjärilar. Inga underarter finns listade i Catalogue of Life.